# Talsperre Póvoa
Die Talsperre Póvoa (portugiesisch Barragem da Póvoa bzw. auch Barragem de Póvoa e Meadas oder Barragem de Nisa) liegt in der Region Alentejo Portugals im Distrikt Portalegre. Sie staut den Fluss Nisa, einen linken (südlichen) Nebenfluss des Tejo, zu einem Stausee (port. Albufeira da Barragem de Nisa) auf. Ungefähr acht Kilometer nordwestlich der Talsperre befindet sich die Kleinstadt Nisa.
Mit dem Projekt zur Errichtung der Talsperre wurde im Jahre 1925 begonnen. Der Bau wurde 1928 fertiggestellt. Die Talsperre dient der Stromerzeugung. Sie ist im Besitz der Hidroeléctrica do Tejo, SA (HIDROTEJO).

## Absperrbauwerk
Das Absperrbauwerk ist eine Gewichtsstaumauer aus Beton mit einer Höhe von 32 m über der Gründungssohle (28,5 m über dem Flussbett). Die Mauerkrone liegt auf einer Höhe von 313,5 m über dem Meeresspiegel. Die Länge der Mauerkrone beträgt 400 m. Das Volumen des Bauwerks beträgt 32.000 m³.
Die Staumauer verfügt sowohl über einen Grundablass als auch über eine Hochwasserentlastung. Über die Hochwasserentlastung können maximal 110 m³/s abgeführt werden. Das Bemessungshochwasser liegt bei 250 m³/s.

## Stausee
Beim normalen Stauziel von 312 m (maximal 313 m bei Hochwasser) erstreckt sich der Stausee über eine Fläche von rund 2,36 km² und fasst 22 Mio. m³ Wasser – davon können 18,8 (bzw. 19,69) Mio. m³ genutzt werden.

## Kraftwerk
Das Kraftwerk Póvoa ist mit einer installierten Leistung von 0,74 (bzw. 0,8) MW eines der kleinsten Wasserkraftwerke in Portugal. Die durchschnittliche Jahreserzeugung liegt bei 1,6 (bzw. 2,1) Mio. kWh.
Die Francis-Turbine mit horizontaler Welle leistet maximal 0,757 MW und der zugehörige Generator 0,894 MVA. Die Nenndrehzahl der Turbinen liegt bei 600/min. Der Generator hat eine Nennspannung von 6,3 kV. In der Schaltanlage wird die Generatorspannung von 6,3 kV mittels eines Leistungstransformators auf 30 kV hochgespannt.
Die maximale Fallhöhe beträgt 31,81 m. Der maximale Durchfluss liegt bei 3 m³/s.
Das Kraftwerk ging 1927 in Betrieb. Es wurde 1990 renoviert. Das Kraftwerk ist im Besitz von HIDROTEJO, wird aber von Energias de Portugal (EDP) betrieben.